# Čagrovití
Čagrovití (Malaconotidae) představují čeleď pěvců rozšířenou především na území subsaharské Afriky, areál výskytu čagry černokorunkatého zasahuje i na jihozápad Arabského poloostrova. Čagrovití obývají zvláště různé typy lesních stanovišť, jako jsou tropické deštné lesy, galeriové lesy, ale některé druhy žijí i ve vlhkých rákosinách či polootevřených suchých stanovištích. Většina známých čagrovitých představuje rozšířené ptáky s početnými populacemi, byť většinou žijí skrytým způsobem života. Je pro ně typická teritorialita, území si mohou vymezovat mj. synchronizovanými párovými duety.
Průměrná hmotnost čagrovitých činí okolo 40 g, největší zástupci měří až 28 cm a váží až 100 g. Pro mnoho čagrovitých jsou typické rozmanité barevné vzory, podobně zbarvené druhy i v rámci jednoho rodu přičemž nemusí být blíže spřízněné. Masivní a na konci výrazně zahnutý zobák demonstruje skutečnost, že čagrovití zastávají dravé potravní návyky, přičemž jejich velcí zástupci dovedou přemoci dokonce i žáby, hady, hlodavce či netopýry. Představují tak analogii ťuhýkovitých (Laniidae), v rámci nichž byli dlouhodobě sdružováni, ačkoli obě skupiny se na základě genetických analýz ukázaly být nepříbuzné.

## Systematika
Rod Malaconotus popsal roku 1824 anglický ornitolog William John Swainson, jenž je zároveň pokládán i za popisnou autoritu čeledi Malaconotidae. V tomto případě se však jedná spíše o historické nedorozumění, neboť Swainson užil slova „Malaconoti“ ve smyslu množného čísla označujícího inkriminované ptáky, nikoli ve smyslu vyššího taxonu (rod Malaconotus řadil do čeledi Laniidae a podčeledi Thamnophilinae). Taxonomové po většinu 20. století klasifikovali dnešní čagrovité právě v rámci čeledi Laniidae, tj. mezi ťuhýkovitými, byť výjimku představoval například anglický zoolog William Plane Pycraft, jenž s nimi ve své osteologické studii z roku 1907 již zacházel jako se samostatnou čeledí. Samostatná čeleď Malaconotidae se následně objevuje i v monografii The Birds of Zambia (Ptáci Zambie) z roku 1971 od britského ornitologa Constantina Waltera Bensona & kol.
Výrazný předěl v systematice ptáků přinesly Sibleyho a Ahlquistovy průkopnické práce, jež se zakládaly na hybridizaci DNA. Jedním z jejich závěrů bylo i odhalení příbuznosti čagrovitých a ťuhýkovitých s některými australasijskými liniemi ptáků. V taxonomické práci Sibley a Monroe (1990) se tak čagrovití objevují jako podčeleď Malaconotinae v rámci značně rozšířeného vymezení krkavcovitých (Corvidae). Současný systém pokládá čagrovité jakožto samostatnou čeleď v rámci kladu korvidních zpěvných Malaconotoidea, jenž zahrnuje větší počet především afro-australských čeledí pěvců, nikoli však pravé ťuhýkovité, již představují součást jiné korvidní linie. Příbuzenské vztahy nicméně zůstávají sporné, molekulárně-fylogenetické studie prezentovaly různé interpretace příbuzenských vazeb čagrovitých vůči lesknáčkovitým (Platysteiridae), vangovitým (Vangidae), pestrohlávkovitým (Pityriasidae) a jorovitým (Aegithinidae).
V rámci starších systémů se zároveň různí vymezení čagrovitých, zvláště s ohledem na čeledi vangovitých a lesknáčkovitých. Následující seznam rodů čagrovitých je aktuální k dubnu 2024 a odpovídá vymezení na základě studie Fuchs & kol., 2004:
- Bocagia Shelley, 1894 – čagra;
- Chlorophoneus Cabanis, 1850 – ťuhýkovec;
- Dryoscopus Boie, 1826 – ťuhýkovec;
- Laniarius Vieillot, 1816 – ťuhýkovec;
- Malaconotus Swainson, 1824 – ťuhýkovec;
- Nilaus Swainson, 1827 – ťuhýkovec;
- Tchagra Lesson, 1830 – čagra;
- Telophorus Swainson, 1832[pozn. 2] – ťuhýkovec.

## Popis

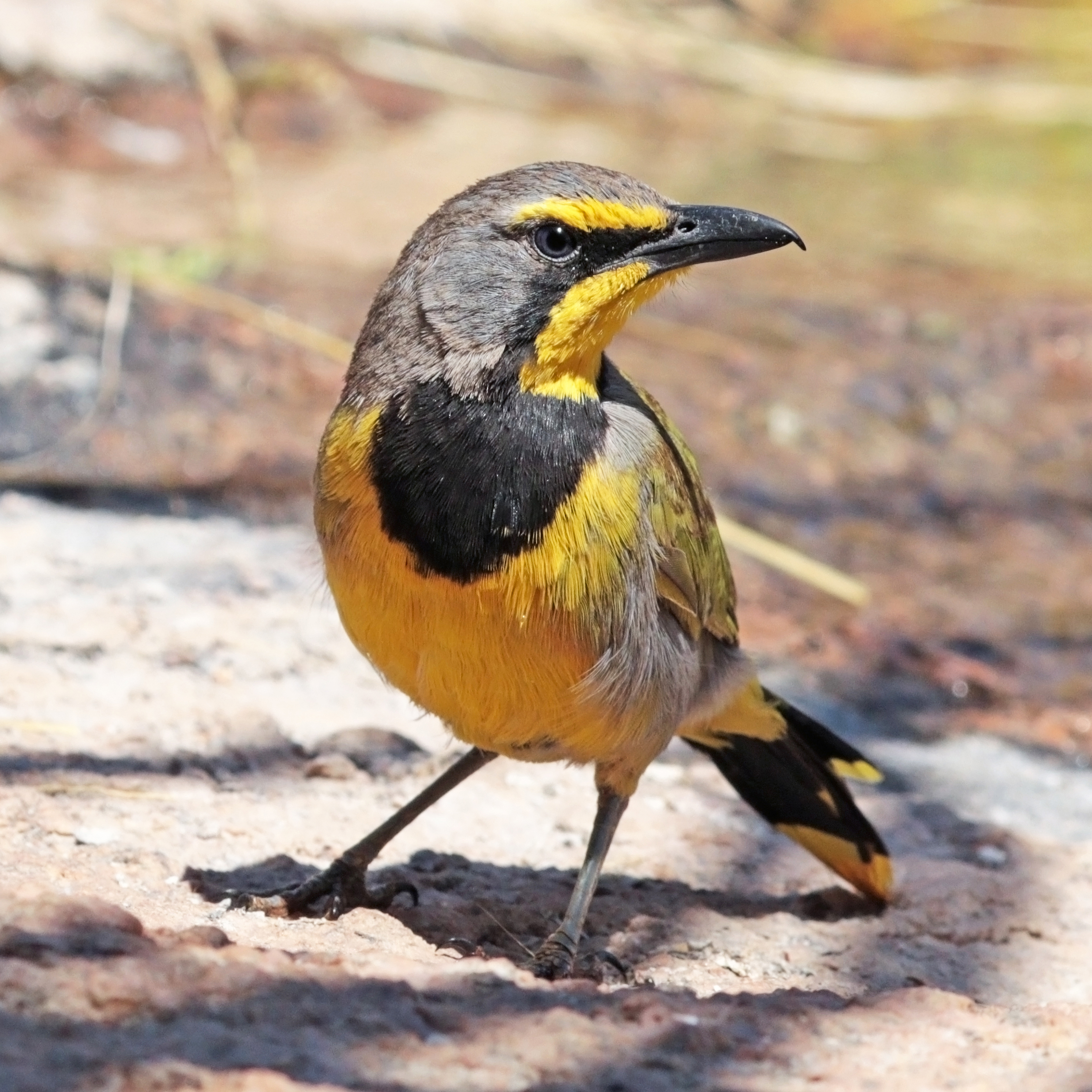
Ťuhýkovec jihoafrický (Telophorus zeylonus)

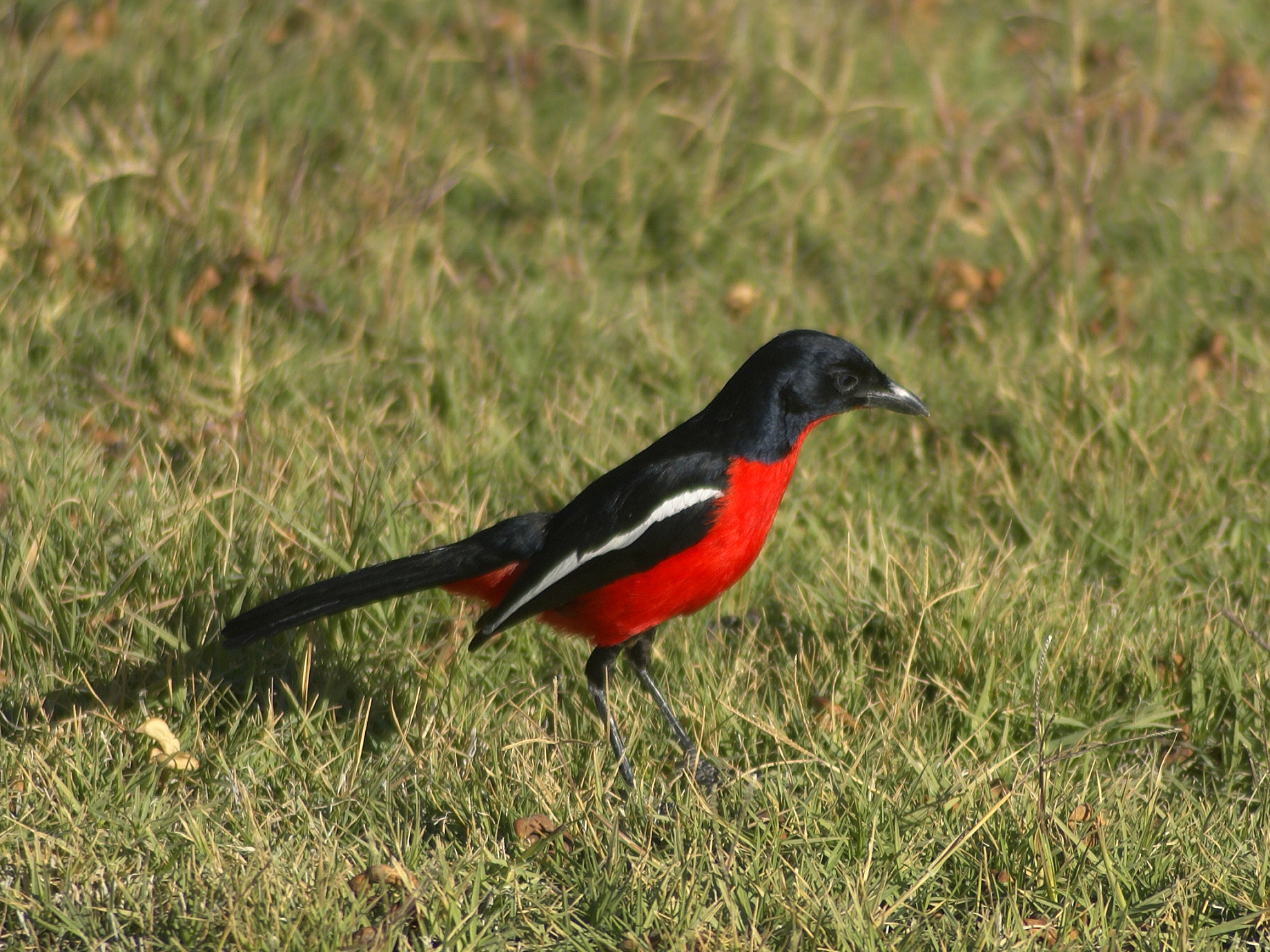
Ťuhýkovec pruhokřídlý (Laniarius atrococcineus)

Velikost čagrovitých se pohybuje od asi 15 cm, resp. 15–30 g v případě ťuhýkovce světlekostřecového (Dryoscopus pringlii) či ťuhýkovce afrického (Nilaus afer) až po 28 cm a až 100 g v případě ťuhýkovce zelenoprsého (Malaconotus gladiator). Hmotnost typického čagrovitého ptáka činí okolo 40 g.
Jde o menší až středně velké pěvce s válcovitým až vejčitým tělem, navzdory svým dravým návykům nemusí být zvlášť statní. Hlava je velká, posazená na tlustém krku. Někteří zástupci, jako ťuhýkovec hnědotemenný (Laniarius luehderi), mají na krku tlustou kůži, kterou mohou „nafouknout“ a působit tak impozantněji během hlasových projevů. Zobák typicky odpovídá velikosti hlavy, bývá nicméně masivní a na konci výrazně zahnutý. Zvlášť mohutný zobák mají druhy konvergentně podobné ťuhýkovitým ptákům; v případě rodu Malaconotus dosahuje zobák zhruba stejné délky jako zbytek hlavy. Zástupci rodů Dryoscopus a Chlorophoneus, kteří představují spíše ekologický ekvivalent drozdů, mají zobáky jemnější stavby. Na základně zobáku vyrůstají z každé strany asi čtyři štětiny, jež ptáka chrání před výpady polapeného hmyzu – nejvýraznější štětiny opět mají příslušníci rodu Malaconotus. Křídla jsou krátká, na špičkách zaoblená; ocas bývá středně dlouhý, úzký a zaoblený nebo stupňovitý. Končetiny jsou středně dlouhé, s kratšími a statnými chodidly, u některých druhů (např. u rodu Telophorus) mohou prsty na své základně srůstat. Končetiny mívají nevýrazné zbarvení, ovšem s výjimkou ťuhýkovce růžovonohého (Dryoscopus angolensis).
Čagrovití vynikají různými barevnými vzory peří, přičemž samci některých druhů mívají výraznější zbarvení ve srovnání se samičími protějšky. Například ťuhýkovec gabelský (Laniarius amboimensis) se vyznačuje kontrastním černo-bílým barevným vzorem a výraznou rezavou čepičkou na hlavě; ťuhýkovec černočapkový (Malaconotus alius) má olivově zelené svrchní partie, žlutavé spodní partie a leskle černou hlavu; ťuhýkovec žlutokorunkatý (Laniarius barbarus) má černé svrchní partie, převážně karmínové spodní partie a výraznou žlutou korunku na hlavě; a ťuhýkovec šarlatovohrdlý (Telophorus viridis) je zvlášť pestře vybarvený, s olivově zeleným základním zbarvením, nažloutlým čelem a černou obličejovou maskou, šarlatovým hrdlem, černou hrudí, kaštanovým břichem a černým ocasem.
Opeření čagrovitých je na omak měkké, což se odráží i v odborném pojmenování těchto ptáků („Malaconotus“ znamená „měkký hřbet“). Dlouhá a měkká pera na zadní části hřbetu a kostřeci dokážou zvláště zástupci rodu Dryoscopus načepýřit do podoby výrazné koule. Zbarvení peří bylo pokládáno za fylogeneticky významný znak především v případě nejpočetnějšího rodu čagrovitých, Laniarius. Studie z roku 2008 nicméně potvrdila, že konkrétní barevné variace vznikly u různých zástupců tohoto rodu nezávisle na sobě a podobně zbarvené druhy si zdaleka nemusí být příbuzné.

## Výskyt a stanoviště

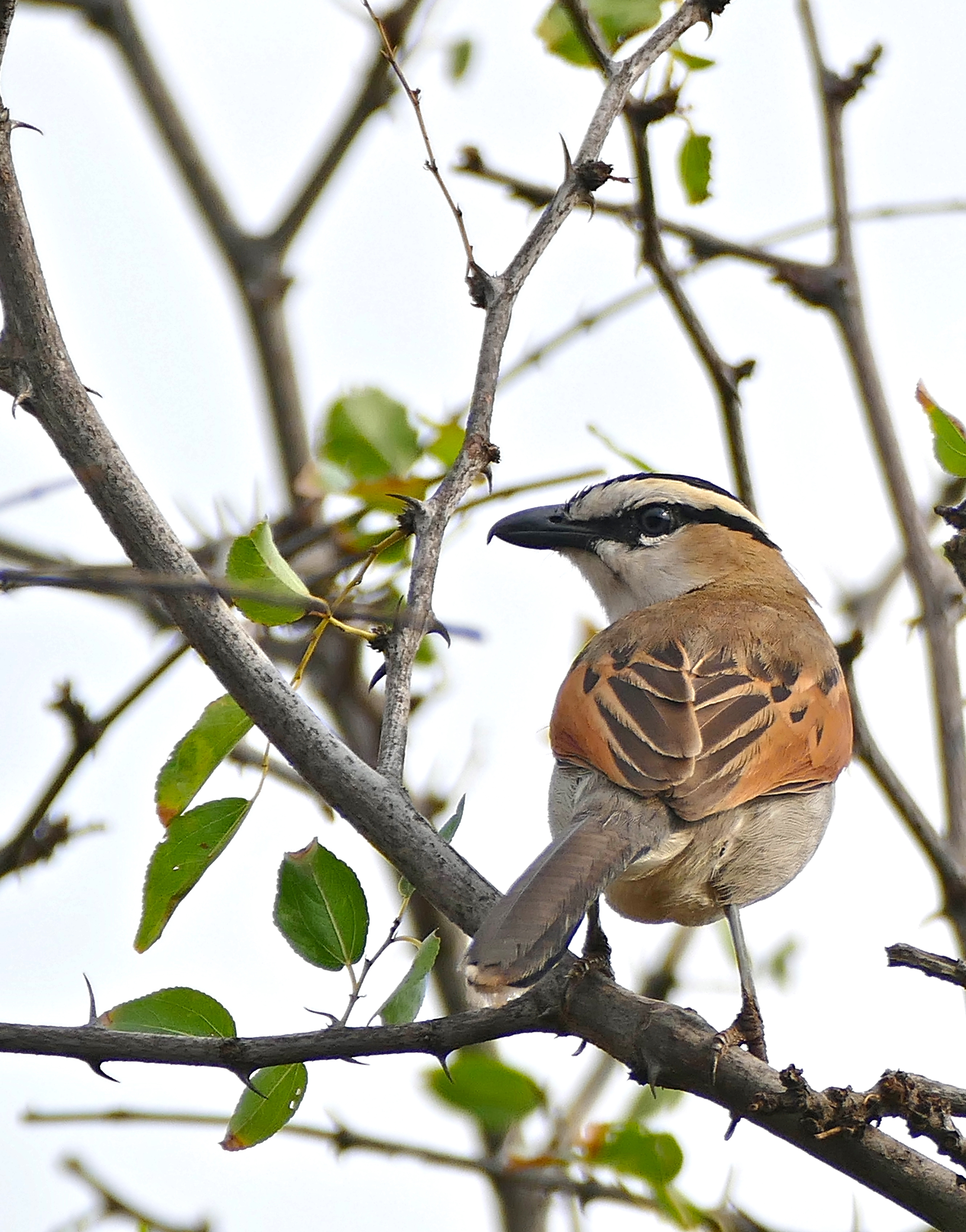
Čagra černokorunkatý (Tchagra senegalus), jediný druh žijící mimo Afriku

Čagrovití představují až na výjimky endemity afrického kontinentu, především subsaharské Afriky. Čagra černokorunkatý (Tchagra senegala) představuje jediný druh, jenž se rozšířil až po jihozápad Arabského poloostrova. Mezi nejrozšířenější zástupce patří tuhýkovec šedohlavý (Malaconotus blanchoti) či ťuhýkovec zlatoprsý (Chlorophoneus sulfureopectus), naopak výrazně omezený areál výskytu má příkladně ťuhýkovec kamerunský (Chlorophoneus kupeensis). Co se týče přidružených ostrovních stanovišť, čagrovití chybí na Madagaskaru, kde se místo nich rozrůznila blízce příbuzná čeleď vangovitých. Vyskytují se však na některých menších ostrovech, například Zanzibar hostí hned několik druhů včetně zmíněného čagry černokorunkatého, ťuhýkovce černohřbetého (Dryoscopus cubla), čagry hnědohlavého (Tchagra australis) či ťuhýkovce tanzanského (Laniarius fuelleborni).
Čagrovití se přizpůsobili především různým typům lesních stanovišť, která jim africký kontinent nabízí. V místech, kde se překrývá areál výskytu více druhů, se tyto druhy často liší svými ekologickými nároky. Většina zástupců čagrovitých spíše než v tropických deštných lesích žije v lesích galeriových, kde se skrývají v hustém podrostu a pátrají po potravě jen několik metrů nad podestýlkou. I pralesní druhy preferující stromový baldachýn žijí skrytě a jen zřídkakdy opouštějí husté listoví. Čagrovití žijí až do nadmořských výšek přesahujících 3 000 metrů, kde vegetační pokryv tvoří bambusy, hagenie, nohoplody, jalovce, olivovníky či vřesovce. Zvláště rod Tchagra je spíše pozemní a preferuje různá polootevřená suchá stanoviště s křovinnou vegetací. Čagra černohlavý (Bocagia minuta), vyčleňovaný do samostatného rodu Bocagia, naopak vyžaduje vlhké oblasti s porosty rákosu a šáchoru. Jak již jeho jméno napovídá, podobné biotopy vyhledává rovněž ťuhýkovec papyrusový (Laniarius mufumbiri). Ve vyprahlých regionech severovýchodní Afriky naopak žijí ťuhýkovci červenopásí (Telophorus cruentus), stahující se do zdejších porostů aloe a akácií v lávových polích či vádí. Konečně, řada čagrovitých přivykla synantropním podmínkám, resp. krajině přetvořené člověkem.

## Chování

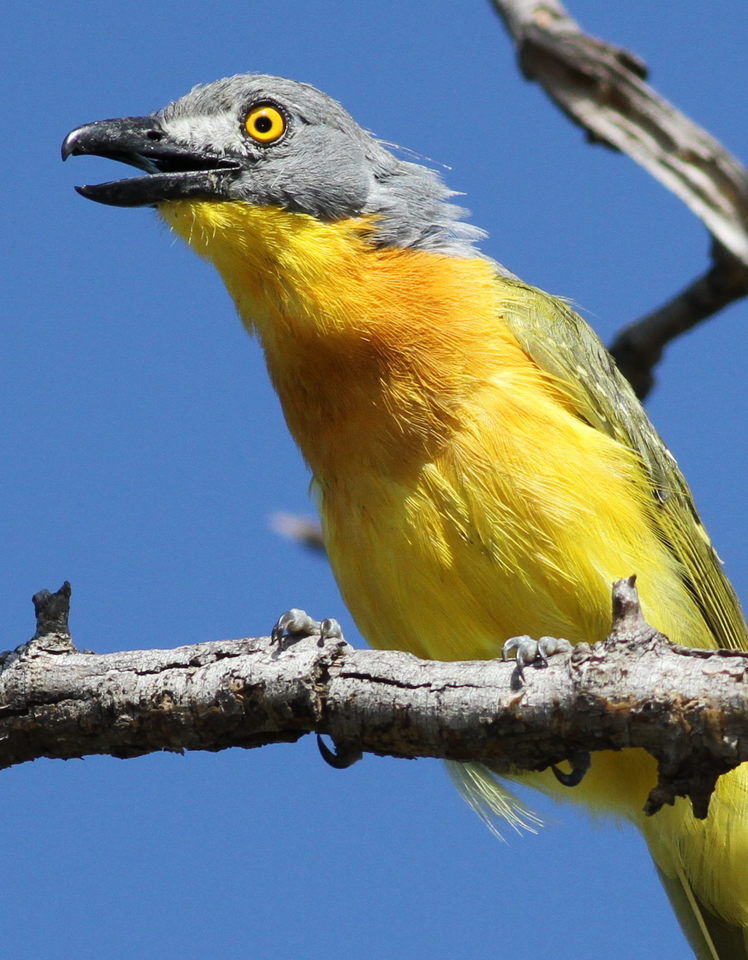
Ťuhýkovec šedohlavý (Malaconotus blanchoti)

Čagrovití představují na základě svého skrytého způsobu života spíše špatně prozkoumané ptáky. Jde zároveň o neochotné letce, kteří praktikují pouze krátké lety nízko nad zemí. Žádný zástupce neprovádí rozsáhlejší migrace a zejména druhy z vlhkých lesních stanovišť se během svého života nemusejí přesouvat dále než asi 1 km od středu svého teritoria. Některé druhy nicméně mohou provádět kratší přesuny, někteří zástupci pak rovněž výškové migrace (např. ťuhýkovec olivovohřbetý, odb. Chlorophoneus olivaceus).
Nejčastěji lze spatřit jednotlivce, páry, výjimečně i menší skupinky. Svou přítomnost v určité oblasti dávají tito ptáci najevo spíše výraznými hlasovými projevy. Například ťuhýkovci rodu Malaconotus vydávají mnoho zvuků, včetně výrazných, daleko se nesoucích pískavých a zvonivých tónů. Pro čagrovité jsou typické párové duety, jež jsou zvláště u zástupců rodu Laniarius synchronizovány natolik, že mohou neznalému posluchači připomínat volání jediného ptáka. Toto chování napomáhá jak vytyčení hranic teritoria, tak utužení párového svazku. Čagrovití si obecně vydržují rozsáhlá území o rozloze typicky 10–20 ha, u velkých druhů, jako je ťuhýkovec šedohlavý, může rozloha teritoria činit až 200 ha. Čagrovití se často chovají až agresivně a z území mívají tendenci vypuzovat i ostatní druhy ptáků. Zřejmě mladší jedinci se však mohou přidružovat do mezidruhových krmných hejn.

### Potrava

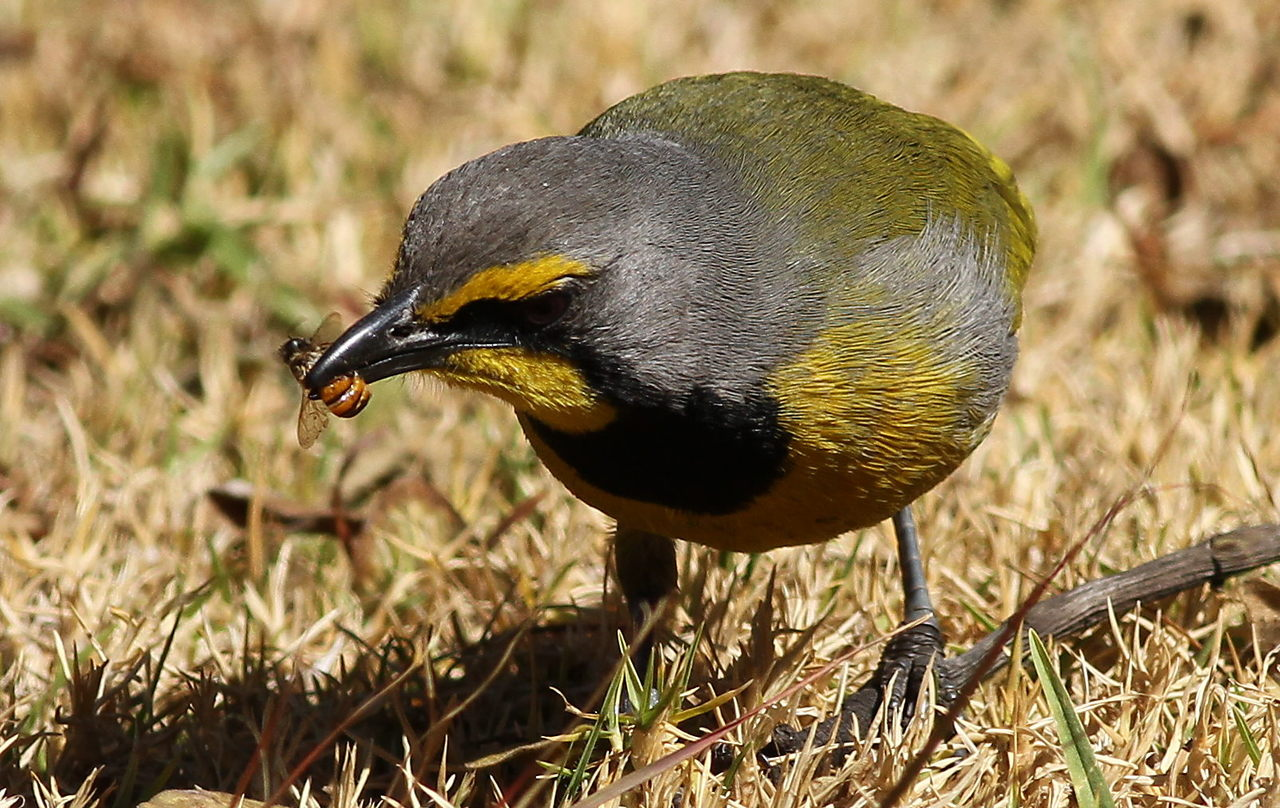
Ťuhýkovec jihoafrický (Telophorus zeylonus) s kořistí

Čagrovití představují, podobně jako praví ťuhýkovití, především predátory různého hmyzu, přičemž podobně jako oni mohou přemoci i některé obratlovce. Na rozdíl od ťuhýků si však jen zřídka ulovenou kořist napichují na různé ostré předměty, které představují zásobárnu potravy na později. Ze zajetí i volné přírody určité sporé záznamy o tomto chování pocházejí (např. v případě ťuhýkovce tropického, odb. Laniarius aethiopicus), byť většinou nelze spolehlivě rozhodnout, zda si tímto způsobem ptáci pouze ulehčují naporcování kořisti, anebo skutečně dochází i k jejímu skladování.
Kořist mohou čagrovití shánět jak v různých patrech lesa, tak v podrostu. Ťuhýkovec šedohlavý, jehož chování je na základě preference otevřenějších stanovišť probádáno do větších detailů než u mnohých jiných čagrovitých, pátrá po kořisti od korun stromů až po paty kmenů. Typicky se pohybuje pomalu až rozvážně, na zemi nicméně může oběť pronásledovat dlouhými skoky. Čagry se zdržují spíše na zemi, naopak ťuhýkovec africký představuje striktně stromový druh, jenž hbitě propátrává střední a vyšší patra lesa a nikdy neslétá na zem. Obětí čagrovitých, zvláště rodů Malaconotus a Tchagra, se mohou stát i relativně velká zvířata, včetně létavkovitých žab (Rhacophoridae), hadů, hlodavců, netopýrů či jiných druhů ptáků. Zástupci rodu Laniarius se živí především různými bezobratlými, ťuhýkovec tropický však představuje plenitele ptačích hnízd. Ťuhýkovec tanzanský a některé další druhy ťuhýkovců byly pozorovány, jak vyhledávají roje mravenců „nájezdníků“ rodu Dorylus. Počínající specializaci na blanokřídlý hmyz lze možná pozorovat u ťuhýkovců rodu Chlorophoneus. Konečně, někteří čagrovití se mohou přiživovat i plody – příklad poskytuje např. zmíněný ťuhýkovec africký.

### Rozmnožování

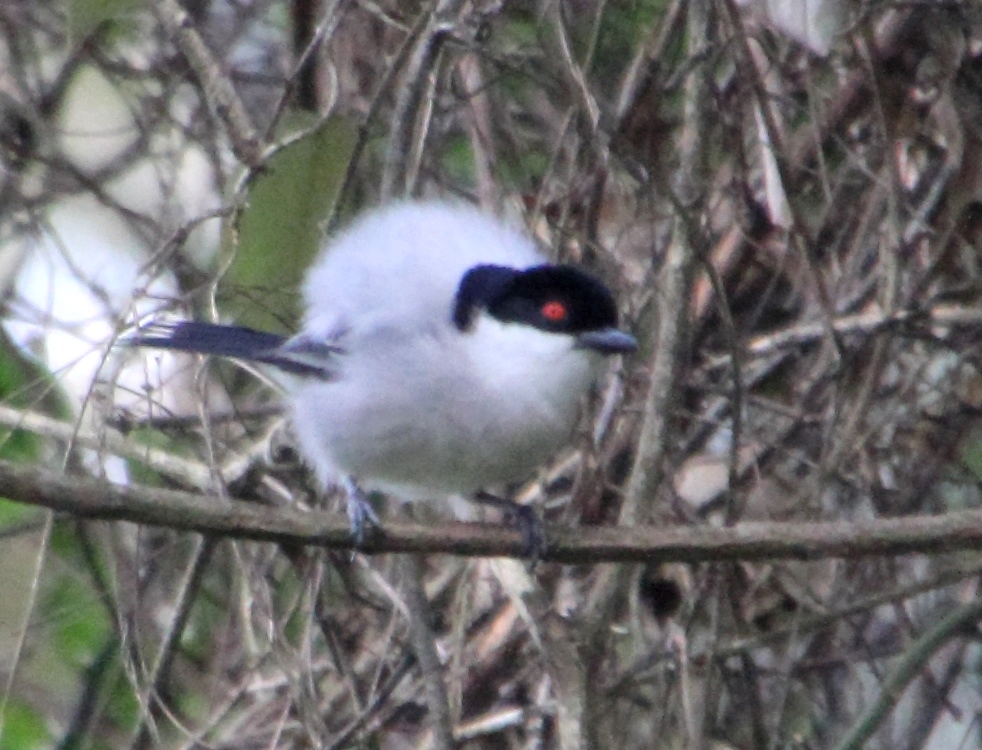
Ťuhýkovec černohřbetý (Dryoscopus cubla) s nápadně načepýřeným peřím

Čagrovití představují monogamní ptáky s biparentální rodičovskou péčí. Jsou teritoriální a žijí v dlouhodobých partnerských svazcích, přičemž nebylo zaznamenáno, že by s výchovou potomstva napomáhali mladší ptáci z předchozích snůšek („helpers“), jak je pro některé druhy ptáků zvykem. Vyjma zpěvu mohou teritoriální, resp. namlouvací chování doprovázet i specifické exhibice. Především čagry jsou například známé svými propracovanými akrobatickými lety, při nichž nejprve prudce vzlétnou a následně přejdou do klouzavého klesání doprovázeného roztaženými křídly a ocasem. Zástupci rodu Dryoscopus svedou extrémně načepýřit peří na zádi, přičemž v tomto stavu zvládají dokonce létat (v literatuře je takový let připodobňován k letu motýlímu). Samci rodů Malaconotus či Dryoscopus mohou samicím přinášet během námluv potravu.
Většina zástupců čagrovitých klade pouze jednu snůšků ročně, nicméně zvláště v jižní Africe mohou některé druhy hnízdit i dvakrát ročně. Hnízdění nebývá striktně načasováno a snůšky některé druhy kladou během celého roku. Obecně je ale hnízdění koordinováno tak, aby se vývin mláďat překrýval s obdobím největší hojnosti potravy, zejména hmyzu. Například v západní Africe většina druhů hnízdí od prosince do června, tedy během období sucha a prvních několika týdnů období dešťů. Ve východní Africe čagrovití hnízdí v březnu až červnu a/nebo v srpnu až listopadu, oba tyto úseky roku se rovněž vyznačují největším množstvím srážek.

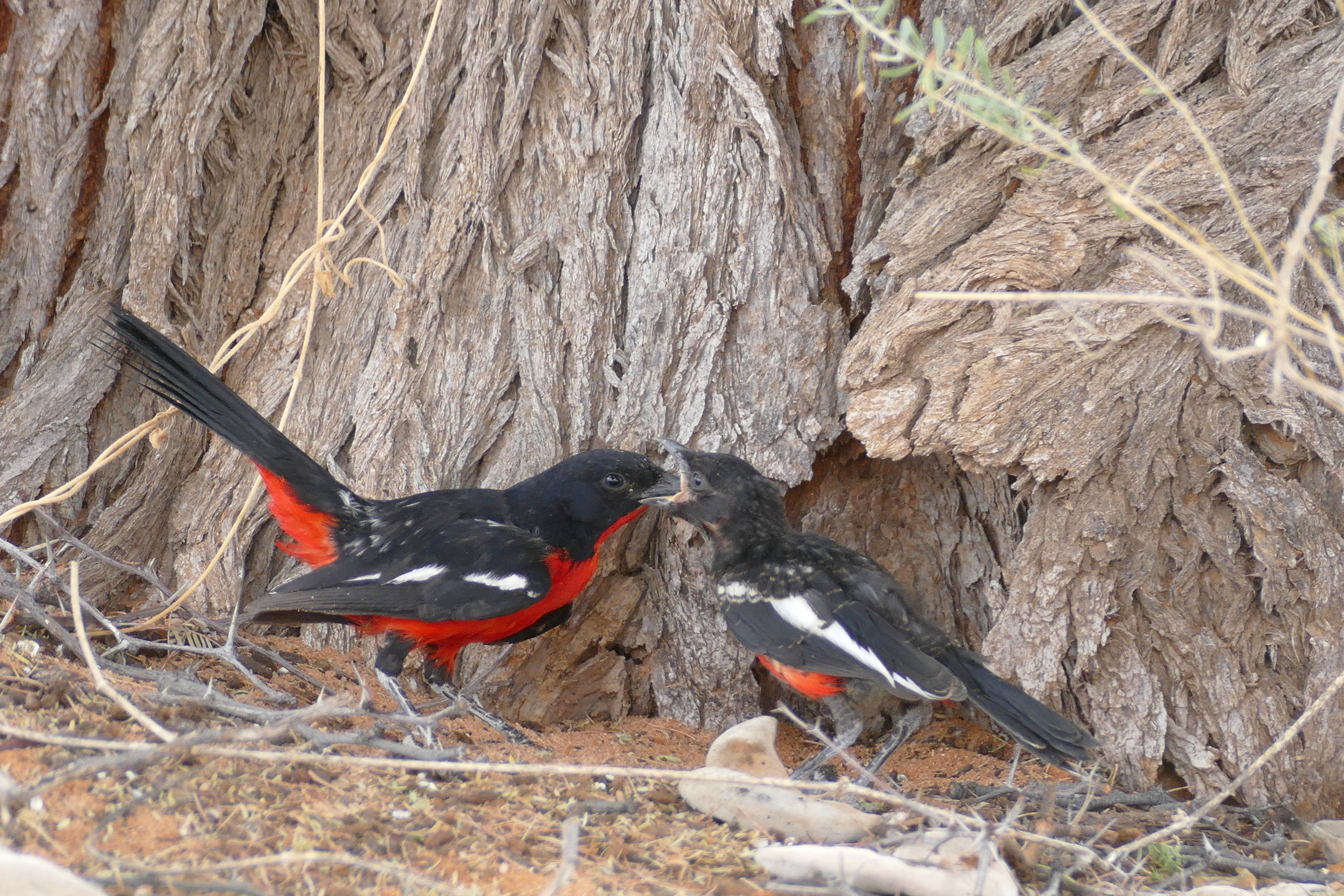
Dospělec ťuhýkovce pruhokřídlého (Laniarius atrococcineus) krmí dospívajícího jedince

Hnízda si většina čagrovitých buduje na stromech či keřích, s výjimkou rodu Dryoscopus se na jejich stavbě podílí nejen samice, ale i samec. Hnízda z větviček mívají šálkovitý či talířovitý tvar, většinou nebývají příliš pevná. V případě ťuhýkovce rudoprsého (Malaconotus cruentus) dokonce působí až průsvitným dojmem a vzhledem připomínají hnízda některých holubovitých. Určití čagrovití, jako je ťuhýkovec africký, však vytvářejí pro své potomstvo bytelnější hnízda, v nichž rostlinný materiál pro větší kompaktnost pospojují pavučinami. Čagra černohlavý si hnízda dokonce může zdobit svlečkami hadích kůží. O následném hnízdním chování a vývoji mláďat jednotlivých druhů je však obecně známo jen sporé množství informací. Většina čagrovitých klade dvě nebo tři vejce, typicky v jednodenních intervalech, přičemž u většiny druhů inkubace začíná až v případě kompletní snůšky. O rodičovské povinnosti se dělí oba členové páru, nicméně u ťuhýkovce šedohlavého, čagry černokorunkatého (Tchagra senegalus) či rodu Dryoscopus inkubaci opatřuje samice. Mláďata jsou, jak je pro pěvce typické, altriciální a plně závislá na rodičovské péči. Čerstvě vylíhnuté mládě ťuhýkovce tmavého (Laniarius funebris) váží pouhé 3 g, k celkovému opeření dojde asi za 12 dní a o několik dní později je pták schopen poprvé vzlétnout.

## Ohrožení

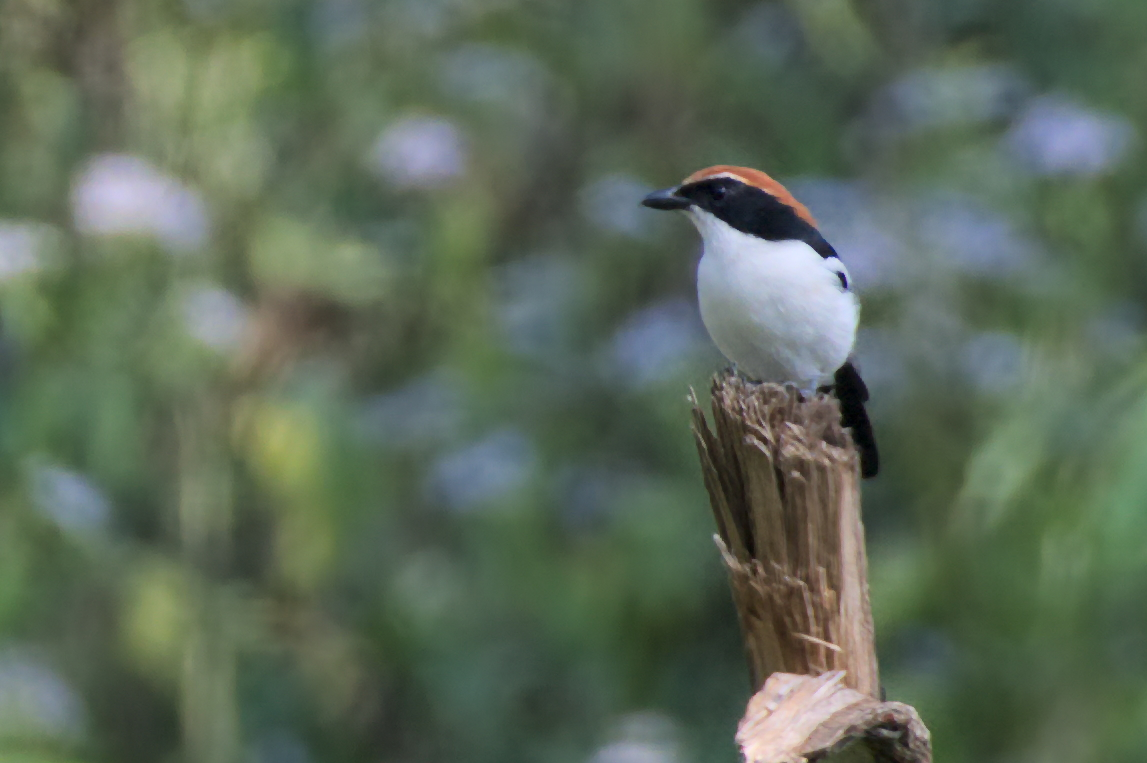
Ohrožený ťuhýkovec gabelský

Mezinárodní svaz ochrany přírody (IUCN) hodnotil k dubnu roku 2024 celkem 40 druhů čagrovitých jako málo dotčené, 3 druhy jako téměř ohrožené, 1 druh jako zranitelný a 4 druhy jako ohrožené. Žádný zástupce nebyl klasifikován ani mezi kriticky ohroženými druhy, ani mezi druhy novodobě vyhynulými.
Pro všechny ohrožené zástupce čagrovitých bývá společné, že mají nepříliš rozsáhlé areály výskytu, které navíc podléhají ztrátě přirozených stanovišť v důsledku lidských aktivit. Ohrožený ťuhýkovec angolský (Laniarius brauni) se kupříkladu vyskytuje pouze na několika lokalitách v severní Angole, přičemž IUCN celkovou velikost areálu výskytu uvádí na pouhých 3 500 km2. Špatně známý, ohrožený angolský druh s klesající populací představuje i ťuhýkovec gabelský, jehož populace dle IUCN nepřesahuje 2 500 dospělců. Maximálně 250 jedinců IUCN předpokládá v případě ťuhýkovce kamerunského, původně pokládaného za endemita kamerunské hory Mont Koupé, nicméně zhruba od konce 20. století došlo k objevům populací i mimo tuto lokalitu a pták je tak znám z asi pěti oblastí v Kamerunu a sousední Nigérii. Ještě v roce 2016 mezi kriticky ohrožené druhy spadal ťuhýkovec černočapkový, jenž se vyskytuje výhradně v horském pásmu Uluguru v Tanzanii, nicméně novější vyhodnocení IUCN jej přeřadilo „pouze“ mezi druhy ohrožené. Navzdory postupující ztrátě lesních biotopů zůstává populační trend tohoto ptáka stabilní, s celkovou velikostí populace asi 1 200 párů.
Ochrana podobných ohrožených lesních druhů bývá obecně obtížná, protože místním komunitám zachování původních stanovišť nemusí přinášet ekonomické výhody; ochranářského významu v takovém případě nabývá zvláště ekoturistika, neboť generuje přímé finanční příjmy. Většina známých čagrovitých nicméně představuje spíše rozšířené ptáky s početnými populacemi. Často se navíc dobře přizpůsobili i člověkem pozměněným biotopům, kdy mohou prosperovat i v obdělávaných oblastech, na plantážích či v zalesněných zahradách a na předměstích. Navzdory tomu, že někteří čagrovití představují esteticky pohledné opeřence, kvůli svým hmyzožravým potravním návykům představují problematické chovance, již se jen zřídkakdy objevují v obchodu s klecovými ptáky. Valný význam nemají ani jako zdroj masa, a třebaže se někdy objevují na místních tržnicích, lov na základě výše uvedených skutečností nepředstavuje významnou hrozbu.